# Robert Mittag
Robert Mittag (* 4. Dezember 1886 in Wittenberg; † 28. März 1957) war ein deutscher Politiker der Blockpartei CDU der DDR. Er war von 1954 bis 1957 Abgeordneter der Volkskammer der DDR.

## Leben
Mittag, Sohn eines Fleischermeisters, erlernte ebenfalls den Beruf des Fleischers. Er wurde Fleischermeister und führte Jahrzehnte seinen eigenen Fleischereibetrieb. Mittag schloss sich 1948 der Christlich-Demokratischen Union Deutschlands (CDU) an. Er wurde 1951 zum Ortsgruppenvorsitzenden der CDU von Wittenberg und 1954 zum Ersten Kreisvorsitzenden des CDU-Kreisverbandes Wittenberg gewählt. Lange Jahre war er Mitglied der Stadtverordnetenversammlung von Wittenberg. 
Im Oktober 1954 wurde er mit dem Mandat der CDU in die Volkskammer gewählt. Mittag war am 15. Oktober 1954, zwei Tage vor dem Wahltag, vom Wahlleiter der Republik, Willi Stoph, als Kandidat bestätigt worden. Er trat an die Stelle des von der Nationalen Front zurückgezogenen Kandidaten Julius Wilhelm Richter aus Wittenberg.
Robert Mittag starb im Alter von 70 Jahren an einem Herzinfarkt.